# Rida Zouhir
Rida Zouhir (* 23. November 2003 in Montreal, Québec) ist ein kanadisch-marokkanischer Fußballspieler.

## Karriere
Zur Saison 2021 wechselte Zouhir aus der U23 in die MLS-Mannschaft von CF Montreal. Sein Debüt hatte er am 9. August 2021 bei einer 1:2-Niederlage gegen D.C. United, bei der er in der 75. Minute für Mathieu Choinière eingewechselt wurde. Im April 2023 folgte eine Leihe zum San Antonio FC, wo er bis November des Jahres aktiv war. Eine weitere Leihe folgte von August bis November 2024 zum Birmingham Legion FC. Eine tragende Rolle konnte er bei Montreal danach jedoch nie einnehmen und so trennten sich die Wege nach der Saison 2024.
Seit der Saison 2025 steht er bei D. C. United unter Vertrag.